# Estación de Belfaux-Village
La estación de Belfaux-Village es una estación ferroviaria de la comuna suiza de Belfaux, en el Cantón de Friburgo.

## Historia y situación
La estación de Belfaux-Village fue inaugurada en el año 1898 con la puesta en servicio del tramo entre Givisiez y Murten de la línea Friburgo - Ins.
Se encuentra ubicada en el noroeste del núcleo urbano de Belfaux. Cuenta con dos andenes centrales a los que acceden tres vías pasantes, a las que hay que sumar un par de vías muertas. En la comuna existe otra estación, Belfaux CFF, situada en el borde sur del núcleo urbano.
En términos ferroviarios, la estación se sitúa en la línea Friburgo - Ins. Sus dependencias ferroviarias colaterales son la estación de Givisiez hacia Friburgo y la estación de Pensier hacia Ins.

## Servicios ferroviarios
Los servicios ferroviarios de esta estación están prestados por Transports Publics Fribourgeois:

### Regionales
- R Friburgo - Murten - Ins/Kerzers. Trenes cada hora desde Friburgo hasta Murten y Ins. En horas punta de lunes a viernes existen trenes de refuerzo desde Friburgo hasta Murten y Kerzers.